# سلبوغة
السلبوغة (الاسم العلمي: Solpuga) هي جنس من العنكبوتيات يتبع الفصيلة السلبوغية من رتبة العناكب الجملية.

## أنواع السلبوغة
- سلبوغة الماساي
- سلبوغة أنغولية
- سلبوغة بسيطة
- سلبوغة بشوانية
- سلبوغة بقرية القرون
- سلبوغة بنية الأرجل
- سلبوغة سمراء
- سلبوغة سوداء الرأس
- سلبوغة صلبة
- سلبوغة صهباء
- سلبوغة قطعاء
- سلبوغة كلابية القرون
- سلبوغة مفترسة
- سلبوغة وبرية
- سلبوغة معرقة